# سد بیس
سد بیس (به لاتین: Baise Dam) یک سد و نیروگاه برقابی در چین است که در گوانگشی واقع شده‌است.